# Streetluge

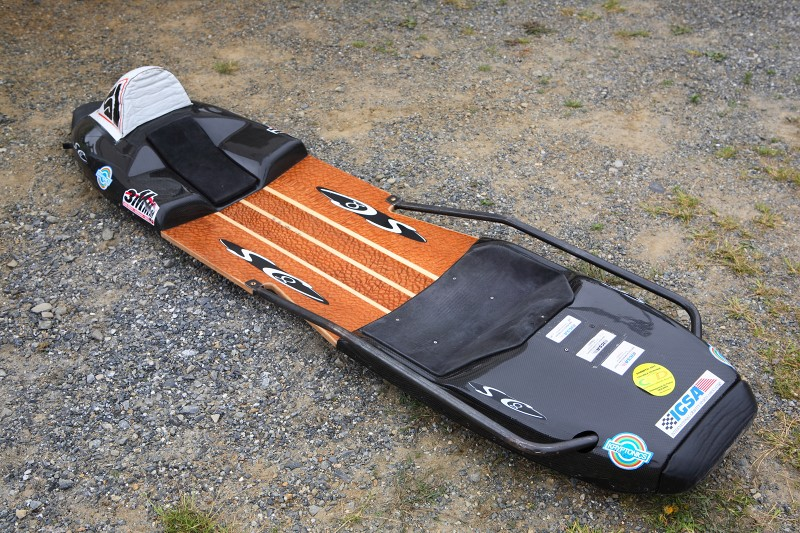
Street luge board

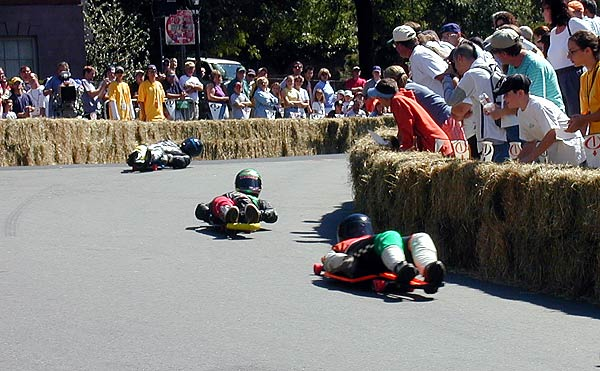
Una competizione di streetluge.

Lo streetluge è uno sport catalogato fra quelli estremi, di origine statunitense, ora diffuso in tutto il mondo anche se con pochi praticanti.

## Descrizione
Si tratta di un mezzo privo di motore che sfrutta la forza gravitazionale; tipicamente utilizzata per gare in discesa su strade con un manto stradale ben curato; il nome è composto da "street" e "luge" in vocabolo che mixa il termine inglese "strada" ed il termine francofono "slitta" (il luge è infatti il nome della disciplina olimpica invernale dello slittino su pista).
Mezzo semplice, formato da un telaio che ospita il pilota (rider) in posizione distesa con gambe in avanti, che nella maggior parte dei casi è una struttura auto-costruita ed è fornito da un sistema di guida tipicamente derivato dallo skateboard.
Non ha uno sterzo manovrabile direttamente da una guida manuale, ma lo streetluge viene condotto seguendo lo spostamento del corpo della persona.
Non ha un sistema frenante meccanico collegato al mezzo, ma il rider utilizza le suole delle scarpe facendo attrito sul manto stradale; le scarpe tipicamente sono attrezzate e rinforzate con un ritaglio di una copertura in gomma derivata da un vecchio pneumatico automobilistico fissato alla suola della calzatura.

## Il mezzo
Per poter gareggiare nelle competizioni internazionali è opportuno rifarsi ad un regolamento diffuso dalla maggiore federazione mondiale, l'IGSA.
In breve:
- Telaio: lo streetluge può essere realizzato utilizzando qualsiasi materiale (legno, ferro, alluminio, carbonio, resine, ecc.); secondo un proprio personale progetto si dovrà però cercare di avere un mezzo confortevole ma con caratteristiche di rigidità alla torsione per trasmettere con il movimento del corpo la forza che permette di variare la geometria del sistema sterzante dei "truck".
- Truck: accessorio snodato e regolabile che ospita l'asse per il montaggio delle ruote ed innesca una variazione geometrica dello stesso se soggetto ad un piegamento laterale; di derivazione dallo skate, i truck per lo streetluge sono di dimensioni maggiori (dai 180 mm ai 215 mm circa di larghezza).
- Ruote: in gomma molto morbida e dalle varie densità (per tale scelta i produttori identificano le gomme, ad esempio, con le sigle 74A, 78A, 82A, ecc.), le ruote possono avere diametri che vanno dai 70 mm ai 90/100 mm; dalle ottime prestazioni di tenuta (a discapito di un evidente maggior consumo), gli streetluge riescono ad avere una velocità (relativamente alla lunghezza e pendenza del tracciato) anche superiore ai 100 km/h.
- Il mezzo deve essere munito di apposti "BUMPER" ossia una sorta di ammortizzatori posti sul muso e sul posteriore che permettano di ammortizzare eventuali urti con altri concorrenti.

## Occorrente per correre
Il minimo per partecipare ad una competizione ufficiale, che essa sia del campionato regionale, italiano o IGSA è:
- iscrizione alla federazione italiana con annessa assicurazione;
- casco, paraschiena, guanti e tuta da moto. Nei campionati minori o comunque nelle dimostrazioni su strada è richiesta se non la tuta da moto, che comunque il corpo sia protetto al 100% non lasciando parti esposte.